# 134-я бомбардировочная авиационная дивизия
134-я бомбардировочная авиационная дивизия (134-я дбад), она же 134-я дальнебомбардировочная авиационная дивизия — авиационное соединение Военно-Воздушных сил (ВВС) Вооружённых Сил РККА дальней бомбардировочной авиации, принимавшее участие в боевых действиях Великой Отечественной войны.

## История наименований дивизии
- 64-я бомбардировочная авиационная бригада;
- 26-я бомбардировочная авиационная дивизия (1940 г.);
- 26-я «В» бомбардировочная авиационная дивизия (1941 г.);
- 134-я дальнебомбардировочная авиационная дивизия (23.08.1941 г.);
- 134-я бомбардировочная авиационная дивизия;
- 113-я бомбардировочная авиационная дивизия (29.01.1942 г.);
- 113-я авиационная дивизия дальнего действия (24.06.1942 г.);
- 113-я бомбардировочная авиационная дивизия (16.02.1943 г.)[1];
- 113-я бомбардировочная авиационная Ленинградская дивизия (22.06.1944 г.);
- 113-я бомбардировочная авиационная Ленинградская Краснознамённая дивизия;
- 113-я авиационная Ленинградская Краснознамённая дивизия дальнего действия;
- 113-я дальнебомбардировочная авиационная Ленинградская Краснознамённая дивизия (01.04.1945 г.).
- 113-я бомбардировочная авиационная Ленинградская Краснознамённая дивизия (01.04.1945 г.).
- 228-я бомбардировочная авиационная Ленинградская Краснознамённая дивизия (20.02.1949 г.)[2].

## История и боевой путь дивизии
134-я дальнебомбардировочная авиационная дивизия сформирована 23 августа 1941 года на основании Директивы Ставки ВГК № 001197 от 23 августа 1941 года на аэродроме Кюрдамир. В августе дивизия вступила в боевые действия. В соответствии с решением командующего Закавказским фронтом дивизия должна была принимать участие в нанесении ударов 25 августа 1941 года с целью уничтожения авиации противника на аэродромах: Мако, Хой, Маранд, Тебриз, Ардебиль, Агарь, Хиов, Решт. Экипажи также должны были привлекаться для ведения воздушной разведки аэродромов и войск противника, прикрытия с воздуха сосредоточение и действия своих войск, переправы через реку Аракс.
Для участия в Иранской операции дивизия привлекала все свои силы (по состоянию на 04.08.1941 года):
- 12-й дальнебомбардировочный авиационный полк;
- 12-й «А» дальний бомбардировочный авиационный полк.

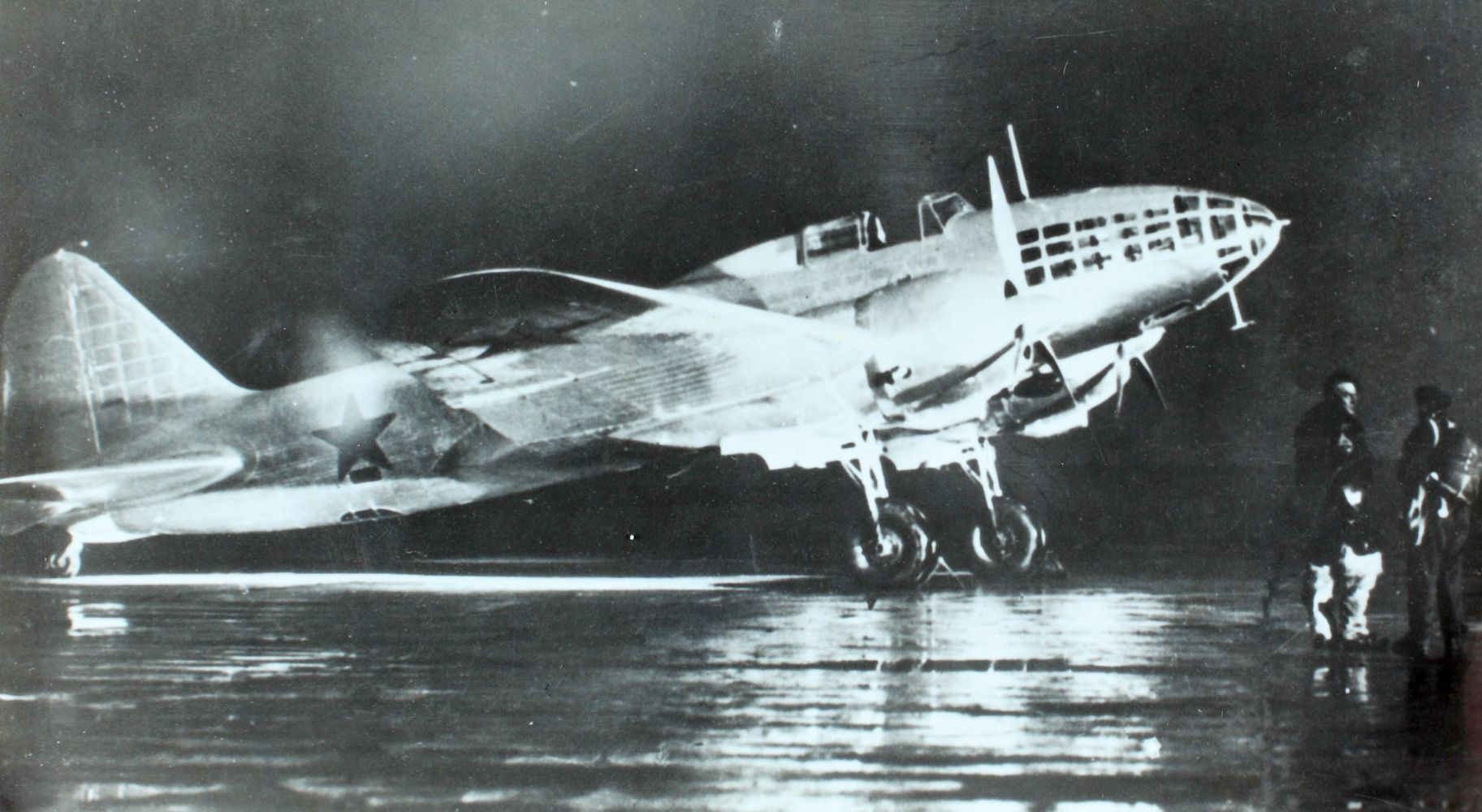
Ил-4. Основной самолёт дивизии

В период с 18 декабря 1941 года по 15 апреля 1942 года дивизия действовала на Крымском фронте в составе:
- 12-й дальнебомбардировочный авиационный полк;
- 454-й дальнебомбардировочный авиационный полк;
- 367-й бомбардировочный авиационный полк.

По окончании боевых действий в Крыму 454-й дальнебомбардировочный авиационный полк направлен на переобучение и переформирование. 29 января 1942 года 134-я дальне-бомбардировочная авиационная дивизия переименована в 113-ю бомбардировочную авиационную дивизию. А в мае 1942 года дивизия переформировывается: 12-й дальнебомбардировочный авиационный полк и 367-й бомбардировочный авиационный полк передаются в 132-ю бомбардировочную авиационную дивизию. Управление дивизии убывает в город Рязань. 29 января 1942 года 134-я дальне-бомбардировочная авиационная дивизия переименована в 113-ю бомбардировочную авиационную дивизию.
Всего в составе действующей армии дивизия находилась с 28 января по 16 мая 1942 года, с 28 мая 1943 года по 14 ноября 1944 года, с 25 марта по 9 мая и с 9 августа по 3 сентября 1945 года.

## Участие в битвах и сражениях
- Иранская операция — с 25 августа по 17 сентября 1941 года.
- Оборона Крыма - с 18 декабря 1941 года по 15 апреля 1942 года.

## Командир дивизии
| Звание    | Имя                          | Период                                       | Примечание |
| --------- | ---------------------------- | -------------------------------------------- | ---------- |
| Полковник | Очеретный Николай Михайлович | с 6 декабря 1941 года по 29 января 1942 года |            |

## Части и отдельные подразделения дивизии
За весь период своего существования боевой состав дивизии изменялся:
| Период                     | Наименование                                  | Вооружение       |
| -------------------------- | --------------------------------------------- | ---------------- |
| 05.07.1941 — 29.01.1942 г. | 12-й дальнебомбардировочный авиационный полк  | ТБ-1, ТБ-3, Ту-2 |
| 23.08.1941 — 29.01.1942 г. | 367-й бомбардировочный авиационный полк       | СБ               |
| 23.11.1941 — 29.01.1942 г. | 454-й дальнебомбардировочный авиационный полк | ДБ-3, ДБ-3Ф      |